# Poul Vissing
Poul Vissing (13. november 1909 i København – 11. juli 1983) var en dansk forsikringsdirektør, adm. direktør for Kgl. Brand 1943-1982.
Han var søn af direktør J. Vissing og hustru Agnes f. Bay, blev student fra Østre Borgerdydskole 1928 og cand.jur. 1934. Han fik sin uddannelse i danske og udenlandske forsikringsselskaber 1934-36, blev sekretær i A/S Det kgl. octroierede alm. Brandassurance-Compagni 1936, underdirektør 1939 og direktør 1943.
Vissing var også kasserer og medlem af hovedbestyrelsen for Det Konservative Folkeparti (fra 1958), men bag den pæne facade var han storspekulant på Københavns Fondsbørs og involveret i risikable spekulationer mod B&W i firmaet GIMCO.
Han var formand for Assurandør-Societetets komité og for bestyrelsen for A/S Assurandørernes Hus til 1967, medlem af bestyrelsen for A/S Det kjøbenhavnske Reassurance-Compagni, formand for bestyrelsen for A/S Rungstedgaard, medlem af forvaltningsnævnet for Krigsforsikringen af privat Indbo 1945-59, næstformand 1955-59, medlem af bestyrelsen og repræsentantskabet for Finansieringsinstituttet for Industri og Håndværk A/S fra 1958, medlem af bestyrelsen for A/S Danisco fra 1961, formand fra 1967, medlem af bestyrelsen for Dansk Gærings-Industri A/S, De Danske Sprængstoffabrikker A/S, Grindstedværket A/S fra 1967 (formand fra 1972), Forvaltningsforeningen for Kapitalanlæg Investor fra 1962 og for A/S Christiansholms Fabriker fra 1964; medlem af Akademiet for de Tekniske Videnskaber fra 1965, medlem af Rigsretten og formand for Erhvervenes EDB-råd 1970-73. Han var Kommandør af Dannebrog.
Han boede i Smidstrup, Fredheimvej 2, i en villa tegnet af Albert Oppenheim.